# Acaronia
Acaronia – rodzaj słodkowodnych ryb okoniokształtnych z rodziny pielęgnicowatych. 
Występowanie: Ameryka Południowa

## Klasyfikacja
Gatunki zaliczane do tego rodzaju:
- Acaronia nassa
- Acaronia vultuosa